# Slowenisches Nationaltheater Maribor

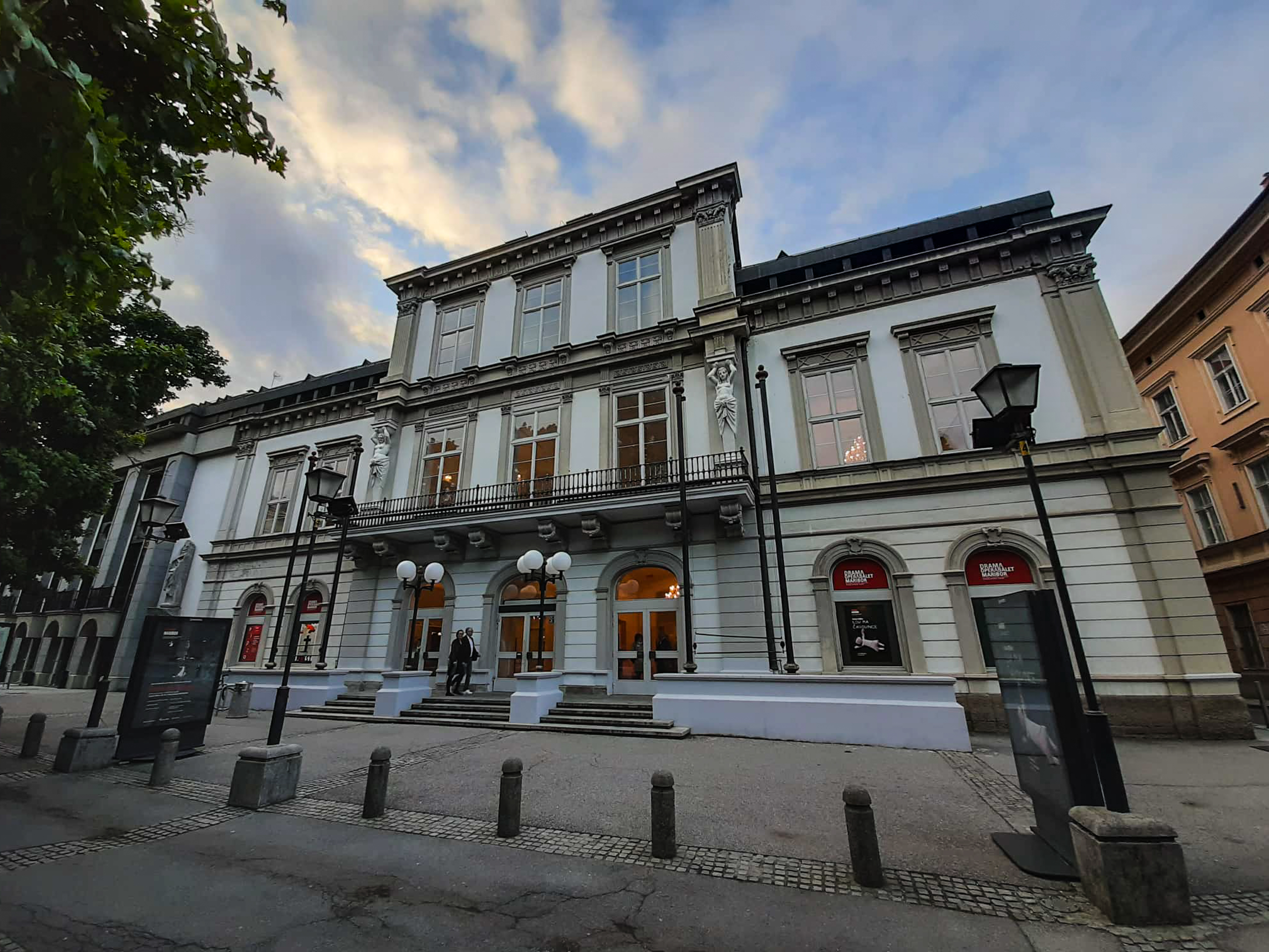
Nationaltheater Maribor

Slowenisches Nationaltheater Maribor (slowenisch: Slovensko narodno gledališče Maribor bzw. SNG Maribor) ist die Bezeichnung des größten staatlichen Theaters in Slowenien. Es ist das einzige der Staatstheater, das in einem Haus Schauspiel, Oper Ballett und symphonische Konzertenwerke anbietet. Darüber hinaus organisiert das SNG Maribor das jährliche slowenische Theaterfestival Borštnikovo srečanje (Theaterfestival Maribor).

## Geschichte
Die Theatertradition in Maribor geht auf das späte 18. Jahrhundert zurück, als Wandertruppen für Theateraufführungen sorgten. Im Jahr 1785 wurde im Vetrinjski dvor das erste permanente Theater gegründet, das 1806 in die aufgegebene Spitalskirche zum Heiligen Geist (an der Stelle der heutigen Hauptpost Maribor) umzog. Der heute noch genutzte repräsentative Theaterbau am damaligen Kirchplatz (heute Slomškov trg), Ecke Theatergasse (Gledališka ulica) wurde in den Jahren 1848 bis 1851 errichtet und am 24. Januar 1852 eröffnet.
Die Leitung des deutschsprachigen Theaters übernahm 1864 der Marburger Theater- und Casino-Verein. Ab 1899 wurde slowenischsprachiges Theater im damals neu erbauten Narodni dom aufgeführt. Mit dem Austritt der Untersteiermark aus dem österreichischen Staat und Anschluss an den Staat der Serben, Kroaten und Slowenen wurde das deutsche Theater im Mai 1919 aufgelöst und das slowenische Theater bezog die Spielstätte. 1920 wurde die Gemeinde Maribor Eigentümer des Theaters. Während der deutschen Okkupation von 1941 bis 1945 wurde das deutsche Theater reaktiviert. Zwischen 1962 und 1968 wurden der Theatersaal renoviert und der Bühnenturm angebaut. Weitere Umbauten fanden in den 1980er und 2000er Jahren statt.